# Alice and the Three Bears
Série Alice Comedies
Alice Hunting in Africa
(1924) Alice the Piper
(1924)
Pour plus de détails, voir Fiche technique et Distribution.
Alice and the Three Bears est un court métrage d'animation américain muet de la série Alice Comedies sorti en 1924. Il se base sur l'histoire de Boucle d'or et les Trois Ours (1837) de Robert Southey. Alice joue ici le rôle de Boucle d'or.

## Synopsis
Dans la maison des Trois Ours, le bébé décide que son écuelle manque de sautillant et part alors vers l'étang pour attraper une grenouille. La maison reste alors vide, Alice et Julius passant par là en profitent pour jeter un œil à l'intérieur. Le bébé ours revient et, voyant des intrus, se bat avec Julius, appelant à la rescousse ses parents. Ce dernier perd la bataille. Alice devient la nouvelle cible de l'ours, mais elle parvient à se cacher dans un moulin. Julius utilise ses neuf vies pour se battre contre les ours, mais ce n'est qu'avec l'aide d'une potion donnée à l'une de ses vies qu'il parvient à les battre.

## Fiche technique
- Titre original : Alice and the Three Bears
- Série : Alice Comedies
- Réalisation : Walt Disney
- Scénario : Walt Disney
- Animation : Ub Iwerks, Rollin Hamilton
- Encrage et peinture : Lillian Bounds, Kathleen Dollard
- Photographie   : Mike Marcus
- Montage : Georges Winkler
- Production : Margaret J. Winkler
- Société de production : Disney Brothers Studios
- Société de distribution : Margaret J. Winkler (1924)
- Pays :  États-Unis
- Format d'image : noir et blanc - 35 mm - 1,37:1 - muet
- Genre : animation et prises de vues réelles
- Durée : 7 min 13[1]
- Date de sortie : 1er décembre 1924 (États-Unis)

Sources : Walt in Wonderland, IMDb

## Distribution
- Virginia Davis : Alice

## Commentaires
Entré en production en août 1924, il a été expédie le 27 août 1924  et présenté en avant-première au Bard's Hollywood Theatre à Los Angeles. 
L'adaptation de l'histoire de Boucle d'or est, une fois de plus dans la série Alice Comedies, très libre. On peut noter que Disney avait déjà adapté le conte dans la série Laugh-O-Grams sous le titre Goldie Locks and the Three Bears (1922).
John Grant note que le gag des neuf vies de Julius a été réutilisé dans le court métrage Le Jour du jugement de Pluto (1935) ayant pour héros malheureux Pluto face à un chat nommé Oncle Tom.